# Albert (Francia)
Albert (in piccardo Inke) è un comune francese di 10 211 abitanti situato nel dipartimento della Somme, nella regione dell'Alta Francia.

## Storia
Albert fu teatro di ben tre scontri durante la prima guerra mondiale, avvenuti nel 1914, nel 1916 e nel 1918.

## Società

### Evoluzione demografica
Abitanti censiti

## Cultura

### Musei
- Musée de l'Epopée de l'Industrie et de l'Aéronautique, museo a tema prevalentemente aeronautico che espone, oltre a un'ampia documentazione sullo sviluppo dell'aviazione, più di cinquanta velivoli tra aerei, elicotteri e alianti, tra i quali un aereo di linea Sud Aviation Caravelle e un Douglas C-47 Dakota.[2]
- Musée Somme 1916: realizzato in un rifugio antiaereo sotterraneo risalente alla seconda guerra mondiale, il museo espone al pubblico numerosi reperti militari, fra i quali armi, equipaggiamenti e uniformi, relativi alla battaglia della Somme e altre operazioni belliche della zona effettuate durante la prima guerra mondiale.

## Amministrazione

### Gemellaggi
- Niesky, dal 1964
- Ulverston, dal 1976
- Aldenhoven, dal 1981